# Karl-Hans Giese
Karl-Hans Giese (* 11. Oktober 1904 in Giesenfelde, Pommern; † 19. September 1980 in Bad Oeynhausen) war deutscher Generalmajor der Wehrmacht und Direktor der Nordamerikavertretung von Daimler-Benz.

## Leben

### Militärlaufbahn
Als Freiwilliger trat Karl-Hans Giese am 1. Februar 1925 in die Ausbildungs-Batterie des 2. (Preußischen) Artillerie-Regiments ein, von wo er am 1. Oktober 1925 in die 9. Batterie des Regiments versetzt wurde. Er unterzog sich von Juni bis Juli 1926 der Fahnenjunker-Prüfung an der Artillerieschule in Jüterbog und wurde dort am 15. Juli 1926 zum Fahnenjunker ernannt. Er absolvierte von November 1926 bis September 1927 einen Lehrgang an der Infanterie-Schule und von Oktober 1927 bis August 1928 einen weiteren Lehrgang an der Artillerie-Schule. Am 1. Juli 1929 wurde Giese zum Leutnant befördert und als Batterie-Offizier in der 7. Batterie des Artillerie-Regiments 2 versetzt. Dem schloss sich am 1. Oktober 1930 sein Dienst im 4. Eskadron der Fahrabteilung 5 an. Nach seiner Beförderung zum Oberleutnant am 1. April 1933 wurde er am 1. Oktober 1934 Adjutant des 5. Artillerie-Regiment Ulm. Am 15. Oktober 1935 wurde er dann Adjutant der II. Abteilung des Artillerie-Regiments 51. Nach seiner Beförderung zum Hauptmann am 1. August 1936 wurde er am 6. Oktober 1936 als Regimentsadjutant in das Reichswehr-Artillerie-Regiment 15 versetzt. Ab dem 12. Oktober 1937 leitete er die 5. Batterie des Artillerie-Regiments 29.
Am 26. August 1939 wurde er zum Kommandeur der II. Abteilung des Artillerie-Regiments 90 befördert. Seine Abkommandierung zu Generalstabslehrgängen führten ihn am 15. Januar 1940 nach Berlin, von wo er am 7. April 1940 zum Generalstab der Heeresgruppe C kommandiert wurde. Nach seiner Versetzung vom 15. April 1940 in den Generalstab der Heeresgruppe C kam er am 5. August 1940 in den Stab der 16. Panzer-Division. Am 30. Januar 1941 kam er dann in den Generalstab des Heeres, am 12. Juni 1942 wurde er in die Führerreserve des Oberkommando des Heeres (OKH) versetzt. Am 1. August 1942 zum Oberstleutnant befördert kam er am gleichen Tag in die Organisationsabteilung des Generalstabes des Heeres. Ab dem 5. November 1943 leitete er den Generalstab des XXIV. Panzerkorps. Am 5. Juni 1944 in die Führerreserve versetzt, wurde er am 20. Juni 1944 Chef des Generalstabes des XIV. Panzerkorps. Seiner Versetzung in die Führerreserve vom 10. August 1944 folgte am 25. September 1944 eine Abkommandierung zum Regimentsführerlehrgang an der Panzertruppenschule I in Bergen. Am 29. September 1944 erhielt er das Kommando über das Grenadier-Regiment 551 der 329. Infanterie-Division. Im März 1945 wurde er dann mit der Führung der 205. Infanterie-Division beauftragt. Seine Beförderung zum Generalmajor vom 1. April 1945 brachte ihm gleichzeitig das Kommando über die Division.

### Nach dem Zweiten Weltkrieg

#### Kriegsgefangenschaft
Am 8. Mai 1945 geriet er in Kurland in sowjetische Gefangenschaft, die er im Kriegsgefangenenlager 5110/48 Woikowo verbrachte, wo er unter anderem in der Bäckerei arbeitete. 1950 wurde er aus dem Lager entlassen.

#### Daimler-Benz of North America, Inc
Nach seiner Beratertätigkeit für Daimler-Benz in Indien arbeitete Giese 1954 als Direktor der Nordamerikavertretung des Konzerns Daimler-Benz of North America, Inc. Er wollte in Nordamerika fertigen lassen, was das Mutterhaus in Stuttgart jedoch aus Gründen der Qualitätssicherung bei Personenkraftwagen ablehnte. So erschloss Giese 1957 das 2500 Händler starke Vertriebsnetzwerk der Studebaker-Packard Corporation für den Absatz von Mercedes-Modellen. 1957 lieferte Daimler-Benz etwa 7000 Fahrzeuge in die USA und Kanada, vor allem als Anfangsbestand für den Ausbau des Händlernetzes und nicht wegen der Zunahme an realer Nachfrage. Allerdings erhielt nur ein kleiner Teil der Studebaker-Händler Verträge für den Vertrieb von Fahrzeugen der Marke Mercedes-Benz; anfänglich nur 200, auf dem Höhepunkt der Aktivität etwa 430.
1958 fielen in Amerika erneut die Verkaufszahlen, was Giese zunächst zu vertuschen suchte, indem er jeden Kontakt zwischen seinen amerikanischen Mitarbeitern und dem Hauptsitz in Stuttgart verbot. Im Februar 1958 entsandte das deutsche Management eine Untersuchungskommission, die u. a. viele der noch nicht verkauften Autos immer noch an ihren Ankunftshäfen unter freiem Himmel vorfanden. Kurz darauf wurde Gieses Arbeitsverhältnis beendet. Später war er als Exportleiter für Curtiss-Wright auf Bermuda tätig.

#### Vor Gericht wegen Denunziation
Leopold Graf Fugger von Babenhausen (Generalmajor a. D.) war 1957 wortführend für elf weitere spätheimgekehrte Wehrmachtsgeneräle in einem Protest bei Fritz Könecke (Generaldirektor der Daimler-Benz AG in Stuttgart) gegen die Beschäftigung Gieses. Dieser habe „im Generalslager Woikowo mit den Russen kollaboriert und Kameraden denunziert“. Könecke bestand auf Klärung der Vorwürfe vor einem ordentlichen Gericht, da das von ihm angeregte Generalsehrengericht am Widerstand der protestführenden Partei scheiterte (Zitat von Siegfried Thomaschki (General der Artillerie a. D.): „Ein Ferkel braucht kein Ehrengericht“). Die gerichtliche Auseinandersetzung wurde 1960 in letzter Instanz am Bundesgerichtshof entschieden, das die Revision Gieses gegen die Entscheidung des Oberlandesgerichts Stuttgart zurückwies und bestätigte, dass Giese in sowjetischer Gefangenschaft seine Kameraden denunziert hatte.